# V 25
V 25 war ein Großes Torpedoboot des Amtsentwurfs 1913 der Kaiserlichen Marine. Das Boot gehörte zu einer sechs Einheiten umfassenden Bauserie, die im Etatjahr 1913 seitens des Reichsmarineamtes an die AG Vulcan Stettin vergeben wurde. V 25 sank am 13. Februar 1915 bei Minensucharbeiten in der Nähe des Feuerschiffs Amrumbank.

## Geschichte
Die Großen Torpedoboote des Amtsentwurfs 1913 waren die Abkehr vom Vorentwurf 1911 und dem Versuch, kleinere und preisgünstige Boote zu beschaffen. Der neue Entwurf erreichte die Baugröße der britischen Zerstörer, hatte allerdings eine leichtere Artillerie-Bewaffnung bei einer stärkeren Torpedokomponente. Primär galt immer noch die Tirpitzsche Torpedobootsdoktrin, dass der Torpedo Primärwaffe sei und die Artillerie lediglich der Verteidigung diene.

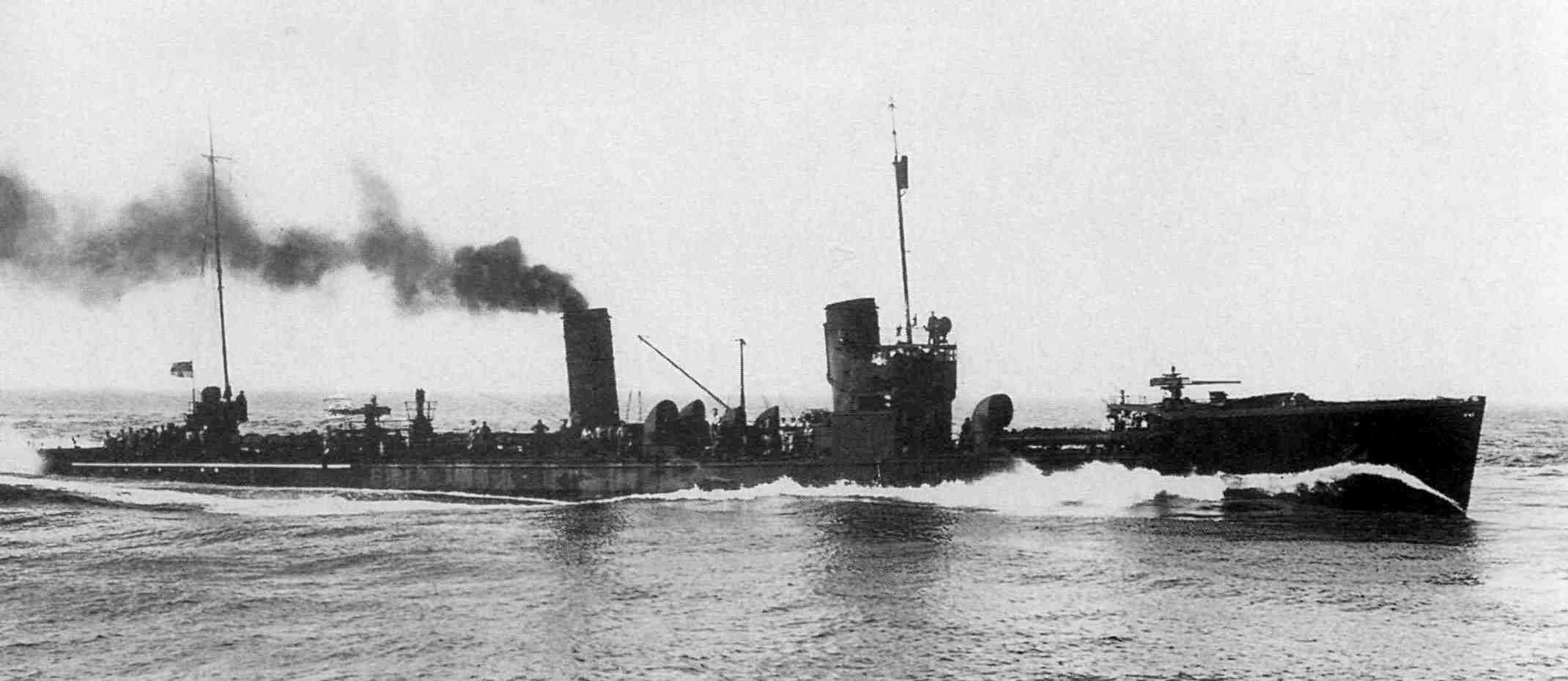
Das ähnliche Schwesterboot V 43 im Ursprungszustand

Die Boote des Amtsentwurfs 1913 waren die ersten Torpedoboote der Kaiserlichen Marine, die ausschließlich mit Öl befeuert wurden. Wie bei der Beschaffung von Torpedobooten für die Kaiserliche Marine seit dem Jahrhundertbeginn, gingen die Bauaufträge für die 1913er-Bauserie an konkurrierende Privatwerften: Die AG Vulcan in Stettin und die Schichau-Werft in Elbing, nach denen die Boote mit den Anfangsbuchstaben der Werften („V“ bzw. „S“) sowie mit fortlaufenden Ordnungsnummern bezeichnet wurden. Der Stettiner Vulcan baute die Halbflottille von V 25 bis V 30 und die Schichau-Werft die Boote von S 31 bis S 36.
Das am 29. Januar 1914 vom Stapel gelaufene V 25 wurde am 27. Juni 1914 von der Marine übernommen und kam zur IX. Torpedoboots-Flottille, die gerade in Aufstellung begriffen war. Mit den Schwesterschiffen bis V 30 bildete es in diesem Rahmen die 17. Torpedoboots-Halbflottille unter Korvettenkapitän Paul Jacobi (1878–1915). Die 18. Torpedoboots-Halbflottille im selben Verband bestand aus den Schichau-Booten S 31 bis S 36.

## Einsätze
Das unmittelbar vor Kriegsbeginn 1914 unter Befehl von Korvettenkapitän Franz Wieting in Dienst gestellte Boot befand sich vom Ausbruch des Ersten Weltkrieges noch bis in den Oktober des Jahres im Probefahrtsverhältnis in der Ostsee. Dort nahm es im Rahmen seiner Ausbildungstätigkeit, wegen des Fehlens moderner Schiffe, auch an Kampfhandlungen teil. Mit dem Schwesterboot V 26 (in Dienst am 1. August 1914) sowie V 186 und den einzigen auf diesem Kriegsschauplatz vorhandenen modernen Kreuzern Augsburg und Magdeburg aus dem Ausbildungsverband, wurde es der Küstenschutzdivision der Ostsee unter Konteradmiral Robert Mischke (1865–1932) zugeordnet. Die Hauptaufgabe dieses Verbandes bestand in der Sicherung der Kieler Bucht und der Belte gegen etwaige feindliche Angriffe sowie Offensivunternehmungen gegen die russische Ostseeküste.
Am 8. August 1914 nahm das Boot zusammen mit den vorgenannten Schiffen an einer ersten Aktion in der nördlichen Ostsee teil: Es wurden der Leuchtturm Dagerort (auf der Insel Dagö) sowie der Leuchtturm Bengtskär beschossen. Im Anschluss folgte am 17. des Monats eine Minenunternehmung mit dem Hilfsminenstreudampfer Deutschland gegen den Finnischen Meerbusen. Wegen frühzeitiger Entdeckung mussten die Minen auf der Linie Hanko – Kap Tachkona (Nordwestspitze von Dagö) gelegt werden. Im Anschluss beschossen die Torpedoboote erneut den Leuchtturm auf Kap Ristna bei Dagerort. Wegen Ölmangels wurden die Boote jedoch am 18. August nach Danzig zur Brennstoffergänzung entlassen. Für die nächste Unternehmung wurden die Unterstellungsverhältnisse in der Ostsee geändert: Es wurde ein gesonderter Detachierter Admiral, Konteradmiral Ehler Behring (1865–1918), für Offensivvorstöße in der östlichen Ostsee ernannt und ihm die vorhandenen modernen und schnellen Schiffe unterstellt.
Zusammen mit den anderen Schiffen sowie ergänzt um den alten Kreuzer Amazone, das Kanonenboot Panther und U 3 unternahm V 25 einen weiteren Vorstoß in die nördliche Ostsee vom 23. bis zum 28. August 1914. Während dieser Unternehmung ging die Magdeburg durch Strandung vor Odensholm am 26. verloren. V 25 stieß aufgrund eines Werftaufenthalts erst an diesem Tag zur Kriegsschiffgruppe. Zwei Tage später kam das Boot zusammen mit V 186 und Augsburg mit den russischen Panzerkreuzern Pallada und Bajan, beim Versuch die russischen Schiffe auf U 3 zu ziehen, ins Gefecht. Dieser Versuch misslang und die deutschen Schiffe mussten sich zurückziehen; das U-Boot unter Max Valentiner kam nicht zum Schuss. Zu einem weiteren Vorstoß mit Unterstützung von Teilen der Hochseeflotte bis auf Höhe Bogskär kam es vom 3. bis 9. September 1914. Dabei hielt das Boot vor Raumo den schwedischen Dampfer Gauthiod an und versenkte den mit Konterbande beladenen Dampfer Uleaborg nach Prisenordnung.
Im November kam das Boot unter dem neuen Kommandanten Oberleutnant zur See Bruno Crux (1885–1915) in die Nordsee und wurde Führerboot der 17. Torpedoboots-Halbflottille. Während des Vorstoßes der Hochseeflotte zur Küstenbeschießung der britischen Städte Hartlepool, Whitby und Scarborough vom 15. bis 17. Dezember 1914 gehörte das Boot im Verbandsrahmen zur Sicherung der Kleinen Kreuzer der II. Aufklärungsgruppe und kam mit englischen Kreuzern ins Gefecht. Bedingt durch die höhere Geschwindigkeit der T-Boote und schlechtes Wetter konnten sich diese jedoch von dem sie verfolgenden englischen Verband lösen, so dass keine Schäden auftraten. Am 14. Januar 1915 erfolgte zusammen mit den Kreuzern Stralsund und Straßburg eine offensive Minenunternehmung gegen die Humbermündung. Dabei kollidierte das Boot mit dem Schwesterschiff V 26 und musste vorzeitig den Einsatz abbrechen. Nach der Instandsetzung in der Kaiserlichen Werft Wilhelmshaven nahm es den Vorpostendienst in der Nordsee wieder auf und wurde auch zu Sicherungsaufgaben bei Minensuchunternehmen verwandt.

## Verlust
Zu einer solchen Unternehmung nördlich von Helgoland in der Nähe des Feuerschiffs Amrumbank lief das Boot mit weiteren vier T-Booten der Halbflottille am 12. Februar 1915 aus dem Helgoländer Hafen aus. Der Verband sollte, unterstützt durch das Marineluftschiff L 6, die III. Minensuchdivision beim Räumen einer britischen Sperre vor eventuell überraschend auftretenden britischen Schiffen schützen. Zuletzt wurde V 25 um 3.30 Uhr des Folgetags von S 35 gesehen. Das Boot lief, vermutlich gegen 4.00 Uhr am 13. Februar 1915, auf der Position 54° 22′ N, 7° 47′ O auf eine englische Mine und sank mit der gesamten Besatzung. Neben 78 Mann der Besatzung fand dabei auch der Halbflottillen-Chef Paul Jacobi den Tod. Durch nachsuchende Boote der I. und IX. Torpedobootsflottille wurden elf Leichen geborgen – wobei es zu mehrfachen Angriffen eines englischen U-Bootes gekommen sein soll. Einen Verlust durch einen U-Bootsangriff hält jedoch auch das deutsche Seekriegswerk aufgrund fehlender britischer Meldungen für unwahrscheinlich.

## Ehrungen
Die deutsche Kriegsmarine ehrte den auf V 25 gefallenen Halbflottillenchef durch Benennung des Zerstörers Z 5 Paul Jacobi.